# 雙文丹站
雙文丹站是馬來西亞的一個通勤火車站，位於雪蘭莪州雙文丹西北約兩公里處。該站位於西海岸鐵路線上。
自 2016 年起，該站提供巴生港綫服務。在此之前，該站由萬撓–丹絨馬林班車服務提供服務，直至該服務與巴生港線合併，使該線路的北端終點站從萬撓站移至丹絨馬林站。

## 設施

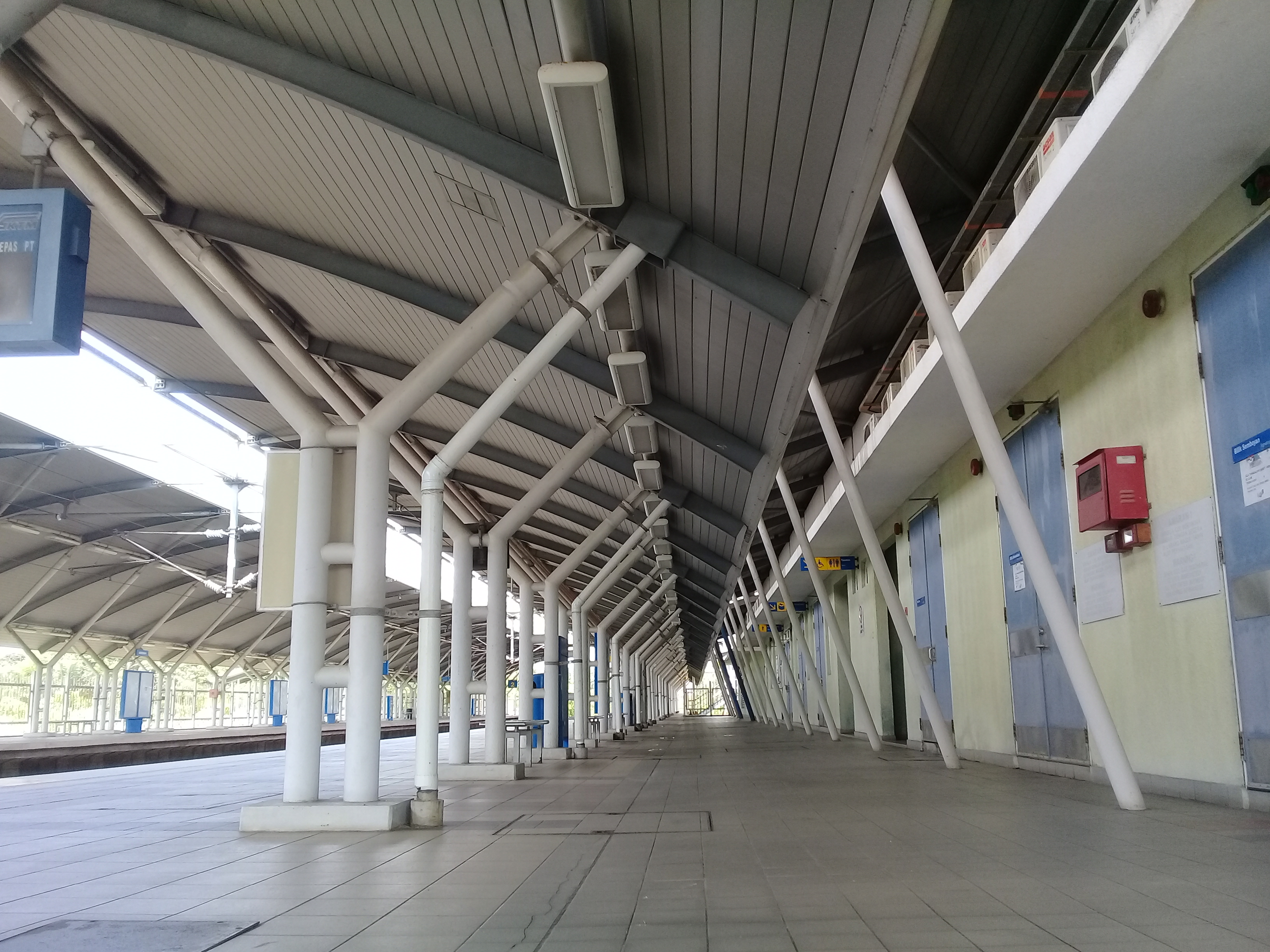
雙文丹站站臺

該站沿著兩條軌道而建，但其設施通常為三條或三條以上線路的中大型車站所保留。除了售票設施和基本便利設施外，車站還設有行政人員專用空間、一個「自助服務終端」和一座供行人穿越鐵路線的額外人行天橋（與專供通勤者使用的人行天橋融為一體）。車站也為殘障乘客提供低科技輔助服務。車站出口向東北方向延伸至一條道路，該道路通往南邊約兩公里處的雙文丹。
雙文丹站的兩個側式月台分別為1號月台（東側與主站房相鄰，用於南行列車）和2號月台（西側，用於北行列車）。